# Cúp Nhà vua Tây Ban Nha
Cúp Nhà vua Tây Ban Nha (tiếng Tây Ban Nha: La Copa del Rey) là cúp bóng đá hàng năm của các đội bóng đá chuyên nghiệp của Tây Ban Nha. Tên đầy đủ của cúp là Copa de S.M. El Rey Don Felipe VI. Ban đầu, cúp có tên là Copa del Ayuntamiento de Madrid. Từ năm 1905 đến 1932, cúp được đổi tên thành Copa de S.M. El Rey Alfonso XIII. Trong Nền cộng hòa Tây Ban Nha thứ hai, cúp lại được đặt tên là Copa del Presidente de la República hay Copa de España. Và trong khoảng thời gian cầm quyền của Francisco Franco, cúp mang tên Copa de S.E. El Generalísimo hay Copa del Generalísimo.

## Lịch sử
Cúp nhà vua được hình thành vào năm 1902 với tên gọi Copa de la Coronación. Tên của giải đấu được gọi là Copa del Rey vào năm 1903.

## Các trận chung kết
Được cập nhật theo dữ liệu chính thức do Liên đoàn bóng đá Hoàng gia Tây Ban Nha (RFEF) cung cấp, tính đến ngày 7 tháng 5 năm 2023.
| dagger | Hiệp phụ                                                                    |
| *      | Sút luân lưu                                                                |
| &      | Trận đá lại                                                                 |
| ‡      | Đội thắng giành cú đúp (La Liga và Copa del Rey)                            |
| #      | Đội thắng giành cú ăn ba (La Liga, Copa del Rey và Cúp C1/Champions League) |

| Mùa       | Vô địch                                 | Tỷ số                                   | Á quân                                  | Sân vận động                            | Khán giả                                |
| --------- | --------------------------------------- | --------------------------------------- | --------------------------------------- | --------------------------------------- | --------------------------------------- |
| 2024–25   | Barcelona                               | 3–2                                     | Real Madrid                             | La Cartuja, Sevilla                     | 72.000                                  |
| 2023–24   | Athletic Bilbao                         | 1–1 (4–2)*                              | Mallorca                                | La Cartuja, Sevilla                     | 57.619                                  |
| 2022–23   | Real Madrid                             | 2–1                                     | Osasuna                                 | La Cartuja, Sevilla                     | 55.579                                  |
| 2021–22   | Real Betis                              | 1–1 (5–4)*                              | Valencia                                | La Cartuja, Sevilla                     | 53.387                                  |
| 2020–2021 | Barcelona                               | 4-0                                     | Athletic Bilbao                         | La Cartuja, Sevilla                     | 0                                       |
| 2019–2020 | Real Sociedad                           | 1-0                                     | Athletic Bilbao                         | La Cartuja, Sevilla                     | 0                                       |
| 2018–2019 | Valencia                                | 2-1                                     | Barcelona                               | Benito Villamarín, Sevilla              | 53.698                                  |
| 2017–2018 | Barcelona                               | 5–0                                     | Sevilla                                 | Metropolitano, Madrid                   | 62.623                                  |
| 2016–2017 | Barcelona                               | 3–1                                     | Alavés                                  | Vicente Calderón, Madrid                | 45.000                                  |
| 2015–2016 | Barcelona                               | 0–0 · (2–0)                             | Sevilla                                 | Vicente Calderón, Madrid                | 54.907                                  |
| 2014–2015 | Barcelona                               | 3–1                                     | Athletic Bilbao                         | Camp Nou, Barcelona                     | 99.354                                  |
| 2013–2014 | Real Madrid                             | 2–1                                     | Barcelona                               | Mestalla, Valencia                      | 52.953                                  |
| 2012–2013 | Atlético Madrid                         | 1–1 · (2–1)                             | Real Madrid                             | Santiago Bernabéu, Madrid               | 80.000                                  |
| 2011–2012 | Barcelona                               | 3–0                                     | Athletic Bilbao                         | Vicente Calderón, Madrid                | 54.850                                  |
| 2010–2011 | Real Madrid                             | 0–0 · (1–0)                             | Barcelona                               | Mestalla, Valencia                      | 55.000                                  |
| 2009–2010 | Sevilla                                 | 2–0                                     | Atlético Madrid                         | Camp Nou, Barcelona                     | 93.000                                  |
| 2008–2009 | Barcelona                               | 4–1                                     | Athletic Bilbao                         | Mestalla, Valencia                      | 50.000                                  |
| 2007–2008 | Valencia                                | 3–1                                     | Getafe                                  | Vicente Calderón, Madrid                | 54.000                                  |
| 2006–2007 | Sevilla                                 | 1–0                                     | Getafe                                  | Santiago Bernabéu, Madrid               | 80.000                                  |
| 2005–2006 | Espanyol                                | 4–1                                     | Zaragoza                                | Camp Nou, Madrid                        | 78.000                                  |
| 2004–2005 | Real Betis                              | 1–1 · (2–1)                             | Osasuna                                 | Vicente Calderón, Madrid                | 55.000                                  |
| 2003–2004 | Zaragoza                                | 2–2 · (3–2)                             | Real Madrid                             | Olímpic Lluís Companys, Barcelona       | 54.000                                  |
| 2002–2003 | Mallorca                                | 3–0                                     | Recreativo                              | Manuel Martínez Valero, Elche           | 35.000                                  |
| 2001–2002 | Deportivo La Coruña                     | 2–1                                     | Real Madrid                             | Santiago Bernabéu, Madrid               | 75.000                                  |
| 2000–2001 | Zaragoza                                | 3-1                                     | Celta Vigo                              | Olímpico, Sevilla                       | 38.000                                  |
| 1999–2000 | Espanyol                                | 2-1                                     | Atlético Madrid                         | Mestalla, Valencia                      | 55.000                                  |
| 1998–1999 | Valencia                                | 3-0                                     | Atlético Madrid                         | Olímpico, Sevilla                       | 45.000                                  |
| 1997–1998 | Barcelona                               | 1–1 (5–4)*                              | Mallorca                                | Mestalla, Valencia                      | 54.000                                  |
| 1996–1997 | Barcelona                               | 2–2 · (3–2)                             | Real Betis                              | Santiago Bernabéu, Madrid               | 82.498                                  |
| 1995–1996 | Atlético Madrid                         | 0–0 · (1–0)                             | Barcelona                               | La Romareda, Zaragoza                   | 37.000                                  |
| 1994–1995 | Deportivo La Coruña                     | 2-1                                     | Valencia                                | Santiago Bernabéu, Madrid               | 95.000                                  |
| 1993–1994 | Zaragoza                                | 0–0 (5–4)*                              | Celta Vigo                              | Vicente Calderón, Madrid                | 60.000                                  |
| 1992–1993 | Real Madrid                             | 2–0                                     | Zaragoza                                | Luis Casanova, Valencia                 | 42.000                                  |
| 1991–1992 | Atlético Madrid                         | 2–0                                     | Real Madrid                             | Santiago Bernabéu, Madrid               | 70.000                                  |
| 1990–1991 | Atlético Madrid                         | 0–0 · (1–0)                             | Mallorca                                | Santiago Bernabéu, Madrid               | 60.000                                  |
| 1989–1990 | Barcelona                               | 2–0                                     | Real Madrid                             | Luis Casanova, Valencia                 | 44.240                                  |
| 1988–1989 | Real Madrid                             | 1–0                                     | Valladolid                              | Vicente Calderón, Madrid                | 30.000                                  |
| 1987–1988 | Barcelona                               | 1–0                                     | Real Sociedad                           | Santiago Bernabéu, Madrid               | 70.000                                  |
| 1986–1987 | Real Sociedad                           | 2–2 (4–2)*                              | Atlético Madrid                         | La Romareda, Zaragoza                   | 37.000                                  |
| 1985–1986 | Zaragoza                                | 1–0                                     | Barcelona                               | Vicente Calderón, Madrid                | 45.000                                  |
| 1984–1985 | Atlético Madrid                         | 2-1                                     | Athletic Bilbao                         | Santiago Bernabéu, Madrid               | 85.000                                  |
| 1983–1984 | Athletic Bilbao                         | 1–0                                     | Barcelona                               | Santiago Bernabéu, Madrid               | 100.000                                 |
| 1982–1983 | Barcelona                               | 2–1                                     | Real Madrid                             | La Romareda, Zaragoza                   | 35.000                                  |
| 1981–1982 | Real Madrid                             | 2–1                                     | Sporting Gijón                          | José Zorrilla, Valladolid               | 30.000                                  |
| 1980–1981 | Barcelona                               | 3–1                                     | Sporting Gijón                          | Vicente Calderón, Madrid                | 50.000                                  |
| 1979–1980 | Real Madrid                             | 6–1                                     | Castilla                                | Santiago Bernabéu, Madrid               | 65.000                                  |
| 1978–1979 | Valencia                                | 2–0                                     | Real Madrid                             | Vicente Calderón, Madrid                | 70.000                                  |
| 1977–1978 | Barcelona                               | 3–1                                     | Las Palmas                              | Santiago Bernabéu, Madrid               | 60.000                                  |
| 1976–1977 | Real Betis                              | 1–1 (2–2) (8–7)*                        | Athletic Bilbao                         | Vicente Calderón, Madrid                | 70.000                                  |
| 1975–1976 | Atlético Madrid                         | 1–0                                     | Zaragoza                                | Santiago Bernabéu, Madrid               | 80.000                                  |
| 1974–1975 | Real Madrid                             | 0–0 (4–3)*                              | Atlético Madrid                         | Vicente Calderón, Madrid                | 60.000                                  |
| 1973–1974 | Real Madrid                             | 4–0                                     | Barcelona                               | Vicente Calderón, Madrid                | 48.000                                  |
| 1972–1973 | Athletic Bilbao                         | 2–0                                     | Castellón                               | Vicente Calderón, Madrid                | 64.200                                  |
| 1971–1972 | Atlético Madrid                         | 2–1                                     | Valencia                                | Santiago Bernabéu, Madrid               | 100.000                                 |
| 1970–1971 | Barcelona                               | 2–2 · (4–3)                             | Valencia                                | Santiago Bernabéu, Madrid               | 100.000                                 |
| 1969–1970 | Real Madrid                             | 3–1                                     | Valencia                                | Camp Nou, Barcelona                     | 80.000                                  |
| 1969      | Atlético Bilbao                         | 1–0                                     | Elche                                   | Santiago Bernabéu, Madrid               | 120.000                                 |
| 1967–1968 | Barcelona                               | 1–0                                     | Real Madrid                             | Santiago Bernabéu, Madrid               | 100.000                                 |
| 1966–1967 | Valencia                                | 2–1                                     | Atlético Bilbao                         | Santiago Bernabéu, Madrid               | 100.000                                 |
| 1965–1966 | Zaragoza                                | 2–0                                     | Atlético Bilbao                         | Santiago Bernabéu, Madrid               | 95.000                                  |
| 1964–1965 | Atlético Madrid                         | 1–0                                     | Zaragoza                                | Santiago Bernabéu, Madrid               | 90.000                                  |
| 1963–1964 | Zaragoza                                | 2–1                                     | Atlético Madrid                         | Santiago Bernabéu, Madrid               | 75.000                                  |
| 1962–1963 | Barcelona                               | 3–1                                     | Zaragoza                                | Camp Nou, Barcelona                     | 90.000                                  |
| 1961–1962 | Real Madrid                             | 2–1                                     | Sevilla                                 | Santiago Bernabéu, Madrid               | 90.000                                  |
| 1960–1961 | Atlético Madrid                         | 3–2]                                    | Real Madrid                             | Santiago Bernabéu, Madrid               | 120.000                                 |
| 1959–1960 | Atlético Madrid                         | 3–1                                     | Real Madrid                             | Santiago Bernabéu, Madrid               | 100.000                                 |
| 1958–1959 | Barcelona                               | 4–1                                     | Granada                                 | Santiago Bernabéu, Madrid               | 90.000                                  |
| 1958      | Atlético Bilbao                         | 2–0                                     | Real Madrid                             | Santiago Bernabéu, Madrid               | 100.000                                 |
| 1957      | Barcelona                               | 1–0                                     | Español                                 | Montjuïc, Barcelona                     | 75.000                                  |
| 1956      | Atlético Bilbao                         | 2–1                                     | Atlético Madrid                         | Santiago Bernabéu, Madrid               | 125.000                                 |
| 1955      | Atlético Bilbao                         | 1–0                                     | Sevilla                                 | Santiago Bernabéu, Madrid               | 100.000                                 |
| 1954      | Valencia                                | 3–0                                     | Barcelona                               | Santiago Bernabéu, Madrid               | 110.000                                 |
| 1952–1953 | Barcelona                               | 2–1                                     | Atlético Bilbao                         | Santiago Bernabéu, Madrid               | 67.145                                  |
| 1952      | Barcelona                               | 2–2 · (4–2)                             | Valencia                                | Santiago Bernabéu, Madrid               | 80.000                                  |
| 1951      | Barcelona                               | 3–0                                     | Real Sociedad                           | Nuevo Chamartín, Madrid                 | 75.000                                  |
| 1949–1950 | Atlético Bilbao                         | 1–1 · (4–1)                             | Valladolid                              | Nuevo Chamartín, Madrid                 | 80.000                                  |
| 1948–49   | Valencia                                | 1–0                                     | Atlético Bilbao                         | Nuevo Chamartín, Madrid                 | 70.000                                  |
| 1947–48   | Sevilla                                 | 4–1                                     | Celta Vigo                              | Nuevo Chamartín, Madrid                 | 55.000                                  |
| 1947      | Real Madrid                             | 0–0 · (2–0)                             | Español                                 | Riazor, A Coruña                        | 30.000                                  |
| 1946      | Real Madrid                             | 3–1                                     | Valencia                                | Montjuïc, Barcelona                     | 60.000                                  |
| 1944–45   | Atlético Bilbao                         | 3–2                                     | Valencia                                | Montjuïc, Barcelona                     | 55.000                                  |
| 1944      | Atlético Bilbao                         | 2–0                                     | Valencia                                | Montjuïc, Barcelona                     | 65.000                                  |
| 1943      | Atlético Bilbao                         | 0–0 · (1–0)                             | Real Madrid                             | Metropolitano, Madrid                   | 50.000                                  |
| 1942      | Barcelona                               | 3–3 · (4–3)                             | Atlético Bilbao                         | Chamartín, Madrid                       | 30.000                                  |
| 1941      | Valencia                                | 3–1                                     | Español                                 | Chamartín, Madrid                       | 23.000                                  |
| 1940      | Español                                 | 2–2 · (3–2)                             | Real Madrid                             | Vallecas, Madrid                        | 20.000                                  |
| 1939      | Sevilla                                 | 6–2                                     | Racing de Ferrol                        | Montjuïc, Barcelona                     | 60.000                                  |
| 1938      | Không tổ chức do Nội chiến Tây Ban Nha. | Không tổ chức do Nội chiến Tây Ban Nha. | Không tổ chức do Nội chiến Tây Ban Nha. | Không tổ chức do Nội chiến Tây Ban Nha. | Không tổ chức do Nội chiến Tây Ban Nha. |
| 1937      | Không tổ chức do Nội chiến Tây Ban Nha. | Không tổ chức do Nội chiến Tây Ban Nha. | Không tổ chức do Nội chiến Tây Ban Nha. | Không tổ chức do Nội chiến Tây Ban Nha. | Không tổ chức do Nội chiến Tây Ban Nha. |
| 1936      | Madrid                                  | 2–1                                     | Barcelona                               | Mestalla, Valencia                      | 22.000                                  |
| 1935      | Sevilla                                 | 3–0                                     | Sabadell                                | Chamartín, Madrid                       | 15.000                                  |
| 1934      | Madrid                                  | 2–1                                     | Valencia                                | Montjuïc, Barcelona                     | 46.000                                  |
| 1933      | Athletic Bilbao                         | 2–1                                     | Real Madrid                             | Montjuïc, Barcelona                     | 60.000                                  |
| 1932      | Athletic Bilbao                         | 1–0                                     | Barcelona                               | Chamartín, Madrid                       | 25.000                                  |
| 1931      | Athletic Bilbao                         | 3–1                                     | Real Betis                              | Chamartín, Madrid                       | 20.000                                  |
| 1930      | Athletic Bilbao                         | 2–2 · (3–2)                             | Real Madrid                             | Montjuïc, Barcelona                     | 63.000                                  |
| 1928–29   | Español                                 | 2–1                                     | Real Madrid                             | Mestalla, Valencia                      | 25.000                                  |
| 1928      | Barcelona                               | 3–1&                                    | Real Sociedad                           | El Sardinero, Santander                 | 18.000                                  |
| 1927      | Real Unión                              | 0–0 · (1–0)                             | Arenas                                  | Torrero, Zaragoza                       | 16.000                                  |
| 1926      | Barcelona                               | 2–2 · (3–2)                             | Atlético Madrid                         | Mestalla, Valencia                      | 17.000                                  |
| 1925      | Barcelona                               | 2–0                                     | Arenas                                  | Nữ hoàng Victoria, Sevilla              | 6.000                                   |
| 1924      | Real Unión                              | 1–0                                     | Real Madrid                             | Atotxa, San Sebastián                   | —                                       |
| 1923      | Athletic Bilbao                         | 1–0                                     | Europa                                  | Les Corts, Barcelona                    | 30.000                                  |
| 1922      | Barcelona                               | 5–1                                     | Real Unión                              | Coia, Vigo                              | 12.000                                  |
| 1921      | Athletic Bilbao                         | 4–1                                     | Atlético Madrid                         | San Mamés, Bilbao                       | 15.000                                  |
| 1920      | Barcelona                               | 2–0                                     | Athletic Bilbao                         | El Molinón, Gijón                       | 10.000                                  |
| 1919      | Arenas                                  | 2–2 · (5–2)                             | Barcelona                               | Martínez Campos, Madrid                 | —                                       |
| 1918      | Real Unión                              | 2–0                                     | Madrid FC                               | O'Donnell, Madrid                       | —                                       |
| 1917      | Madrid FC                               | 1–1 (2–1)&                              | Arenas                                  | La Industria, Barcelona                 | 2.500                                   |
| 1916      | Athletic Bilbao                         | 4–0                                     | Madrid FC                               | La Industria, Barcelona                 | 6.000                                   |
| 1915      | Athletic Bilbao                         | 5–0                                     | Español                                 | Amute, Irún                             | 5.000                                   |
| 1914      | Athletic Bilbao                         | 2–1                                     | Espanya                                 | Costorbe, Irún                          | —                                       |
| 1913 FECF | Racing de Irún                          | 1–0&                                    | Athletic Bilbao                         | O'Donnell, Madrid                       | —                                       |
| 1913 UECF | Barcelona                               | 2–1&                                    | Real Sociedad                           | La Industria, Barcelona                 | —                                       |
| 1912      | Barcelona                               | 2–0                                     | Gimnástica                              | La Industria, Barcelona                 | —                                       |
| 1911      | Athletic Bilbao                         | 3–1                                     | Español                                 | Josaleta, Getxo                         | —                                       |
| 1910 FECF | Barcelona                               | 3–2                                     | Español de Madrid                       | Tiro del Pichón, Madrid                 | —                                       |
| 1910 UECF | Athletic Bilbao                         | 1–0                                     | Vasconia SC                             | Ondarreta, San Sebastián                | —                                       |
| 1909      | Club Ciclista                           | 3–1                                     | Español de Madrid                       | O'Donnell, Madrid                       | —                                       |
| 1908      | Madrid FC                               | 2–1                                     | Real Vigo Sporting                      | O'Donnell, Madrid                       | 4.000                                   |
| 1907      | Madrid FC                               | 1–0                                     | Bizcaya                                 | Hipódromo, Madrid                       | 6.000                                   |
| 1906      | Madrid FC                               | 4–1                                     | Athletic Bilbao                         | Hipódromo, Madrid                       | —                                       |
| 1905      | Madrid FC                               | 1–0                                     | Athletic Bilbao                         | Tiro del Pichón, Madrid                 | —                                       |
| 1904      | Athletic Bilbao                         | Không thi đấu                           | Español de Madrid                       | Tiro del Pichón, Madrid                 | —                                       |
| 1903      | Athletic Bilbao                         | 3–2                                     | Madrid FC                               | Hipódromo, Madrid                       | —                                       |
| 1902      | Club Vizcaya                            | 2-1                                     | FC Barcelona                            | Santiago Bernabéu, Madrid               |                                         |

## Thành tích các câu lạc bộ
| Câu lạc bộ                     | Vô địch | Á quân | Năm vô địch |
| ------------------------------ | ------- | ------ | --- |
| Barcelona                      | 32      | 11     | 1909–10, 1911–12, 1912–13, 1918–19, 1919–20, 1922, 1925, 1926, 1928, 1931–32, 1935–36, 1942, 1951, 1952, 1952–53, 1953–54, 1957, 1958–59, 1962–63, 1967–68, 1970–71, 1973–74, 1977–78, 1980–81, 1982–83, 1983–84, 1985–86, 1987–88, 1989–90, 1995–96, 1996–97, 1997–98, 2008–09, 2010–11, 2011–12, 2013–14, 2014–15, 2015–16, 2016–17, 2017–18, 2018–19, 2020–21, 2024–25 |
| Athletic Bilbao                | 24      | 16     | 1903, 1904, 1905, 1906, 1910, 1911, 1913, 1914, 1915, 1916, 1920, 1921, 1923, 1930, 1931, 1932, 1933, 1942, 1943, 1944, 1944–45, 1948–49, 1949–50, 1952–53, 1955, 1956, 1958, 1965–66, 1966–67, 1969, 1972–73, 1976–77, 1983–84, 1984–85, 2008–09, 2011–12, 2014–15, 2019–20, 2020–21, 2023–24                                                                            |
| Real Madrid                    | 20      | 21     | 1903, 1905, 1906, 1907, 1908, 1916, 1917, 1918, 1924, 1928–29, 1930, 1933, 1934, 1936, 1940, 1943, 1946, 1947, 1958, 1959–60, 1960–61, 1961–62, 1967–68, 1969–70, 1973–74, 1974–75, 1978–79, 1979–80, 1981–82, 1982–83, 1988–89, 1989–90, 1991–92, 1992–93, 2001–02, 2003–04, 2010–11, 2012–13, 2013–14, 2022–23, 2024–25                                                 |
| Atlético Madrid                | 10      | 9      | 1920–21, 1925–26, 1955–1956, 1959–60, 1960–61, 1963–64, 1964–65, 1971–72, 1974–75, 1975–76. 1984–85, 1986–87, 1990–91, 1991–92, 1995–96, 1998–99, 1999–2000, 2009–10, 2012–13 |
| Valencia                       | 8       | 10     | 1934, 1941, 1944, 1944–45, 1946, 1948-49, 1952, 1954, 1966–67, 1969–70, 1970–71, 1971–72, 1978–79, 1994–95, 1998–99, 2007–08, 2018–19, 2021–22 |
| Zaragoza                       | 6       | 5      | 1962–63, 1963–64, 1964–65, 1965–66, 1975–76, 1985–86, 1992–93, 1993–94, 2000–01, 2003–04, 2005–06 |
| Sevilla                        | 5       | 4      | 1935, 1939, 1947–48, 1955, 1961–62, 2006–07, 2009–10, 2015–16, 2017–18 |
| Espanyol                       | 4       | 5      | 1911, 1915, 1929, 1940, 1941, 1947, 1957, 1999–2000, 2005–06 |
| Real Betis                     | 3       | 2      | 1931, 1976–77, 1996–97, 2004–05, 2021–22 |
| Real Unión                     | 3       | 1      | 1918, 1922, 1924, 1927 |
| Real Sociedad                  | 2       | 4      | 1913, 1928, 1951, 1986–87, 1987–88, 2019–20 |
| Deportivo de La Coruña         | 2       | –      | 1994–95, 2001–02 |
| Arenas                         | 1       | 3      | 1917, 1919, 1925, 1927 |
| Mallorca                       | 1       | 3      | 1990–91, 1997–98, 2002–03, 2023–24 |
| Club Ciclista de San Sebastián | 1       | –      | 1909 |
| Racing Irún                    | 1       | –      | 1913 |
| Levante UD                     | 1       | -      | 1937 |

*Hiện vẫn tranh cãi về số lần đoạt cúp của Athletic Bilbao. Athletic Bilbao cho rằng chiếc cúp năm 1902 của Club Vizcaya cần tính vào tổng số cúp của họ  vì năm 1902 Club Vizcayaa sử dụng cầu thủ từ 2 đội Athletic Club và Bilbao FC - 2 đội này đã sáp nhập năm 1903 thành Athletic Club Bilbao . Tuy nhiên LFP và RFEF không công nhận điều này.

## Cầu thủ ghi bàn hàng đầu[5]
| Stt | Quốc tịch                         | Cầu thủ             | Vị trí   | Năm       | Đội (bàn thắng)                                      | Tổng cộng | Tham khảo   |
| --- | --------------------------------- | ------------------- | -------- | --------- | ---------------------------------------------------- | --------- | ----------- |
| 1   | Tây Ban Nha                       | Telmo Zarra         | Tiền đạo | 1939–1957 | Athletic Bilbao (81)                                 | 81        | [ 6 ]       |
| 2   | Tây Ban Nha                       | Josep Samitier      | Tiền vệ  | 1919–1934 | Barcelona (65) Real Madrid (5)                       | 70        | [ 7 ]       |
| 3   | Tây Ban Nha                       | Guillermo Gorostiza | Tiền đạo | 1928–1946 | Racing Ferrol (3) Athletic Bilbao (37) Valencia (24) | 64        | [ 8 ] [ 9 ] |
| 4   | Argentina                         | Lionel Messi        | Tiền đạo | 2004–2021 | Barcelona (56)                                       | 56        |             |
| 5   | Tây Ban Nha                       | Edmundo Suárez      | Tiền đạo | 1939–1950 | Valencia (55)                                        | 55        | [ 10 ]      |
| 6   | Tây Ban Nha                       | Quini               | Tiền đạo | 1968–1987 | Sporting Gijón (36) Barcelona (14)                   | 50        | [ 11 ]      |
| 7   | Hungary · Tây Ban Nha             | Ferenc Puskás       | Tiền đạo | 1958–1966 | Real Madrid (49)                                     | 49        | [ 12 ]      |
| 7   | Tiệp Khắc · Hungary · Tây Ban Nha | László Kubala       | Tiền đạo | 1951–1965 | Barcelona (49)                                       | 49        |             |
| 7   | Tây Ban Nha                       | Santillana          | Tiền đạo | 1970–1988 | Real Madrid (49)                                     | 49        | [ 13 ]      |
| 10  | Tây Ban Nha                       | César Rodríguez     | Tiền đạo | 1939–1960 | Granada (3) Barcelona (36) Elche (8)                 | 47        |             |

## Danh sách các đài truyền hình
Từ mùa giải 2019–20, trận đấu chung kết đã được đưa vào gói quyền phát sóng La Copa. Trước đó, trận đấu chung kết bị loại trừ ở một số quốc gia được chọn (các đài truyền hình khác (bao gồm cả Tây Ban Nha) sẽ nhận được quyền phát sóng Siêu cúp bóng đá Tây Ban Nha sau khi phát sóng trận chung kết Copa) do luật pháp và quy định về quyền phát sóng giải đấu của CNMC tại Tây Ban Nha.

### 2025–2028

#### Tây Ban Nha và Andorra
| Đài truyền hình | Cúp Nhà vua                                            | Siêu cúp          | Ref    |
| --------------- | ------------------------------------------------------ | ----------------- | ------ |
| RTVE            | 15 trận đấu miễn phí bao gồm trận bán kết và chung kết | Không             | [ 15 ] |
| Movistar+       | 55 trận đấu                                            | Tất cả 3 trận đấu | [ 16 ] |

#### Quốc tế
| Quốc gia                                                                                  | Đài truyền hình | Đài truyền hình | Đài truyền hình |
| Quốc gia                                                                                  | Cúp Nhà vua     | Siêu cúp        | Ref             |
| ----------------------------------------------------------------------------------------- | --------------- | --------------- | --------------- |
| Africa                                                                                    | StarTimes       | StarTimes       | [ 17 ]          |
| Albania                                                                                   | SuperSport      | SuperSport      |                 |
| Kosovo                                                                                    | [ 18 ]          |                 |                 |
| Áo                                                                                        | Sportdigital    | Sportdigital    |                 |
| Đức                                                                                       | Sportdigital    | Sportdigital    |                 |
| Thụy Sĩ                                                                                   | Sportdigital    | Sportdigital    |                 |
| Balkans - Bosna và Hercegovina - Croatia - Montenegro - Bắc Macedonia - Serbia - Slovenia | Arena Sport     | Arena Sport     |                 |
| Baltics - Estonia - Latvia - Litva                                                        | TV3 Sport       |                 |                 |
| Bỉ                                                                                        | VTM (Hà Lan)    | VTM (Hà Lan)    | [ 19 ]          |
| Bỉ                                                                                        | RTL-TVI (Pháp)  | RTL-TVI (Pháp)  | [ 20 ]          |
| Bolivia                                                                                   | Tigo Sports     | Tigo Sports     |                 |
| Paraguay                                                                                  | Tigo Sports     | Tigo Sports     |                 |
| Brasil                                                                                    | ESPN            | ESPN            | [ 21 ]          |
| Hoa Kỳ                                                                                    | ESPN            | ESPN            | [ 22 ]          |
| Bulgaria                                                                                  | BTV             | BTV             | [ 23 ]          |
| Caribbean                                                                                 | Rush Sports     | Rush Sports     |                 |
| South America - Argentina - Chile - Colombia - Ecuador - Perú - Uruguay - Venezuela       | DSports         | DSports         |                 |
| México                                                                                    | Sky Sports      | Sky Sports      |                 |
| Central America - Costa Rica - El Salvador - Guatemala - Honduras - Nicaragua - Panamá    | Sky Sports      | Sky Sports      |                 |
| Cộng hòa Dominica                                                                         | Sky Sports      | Sky Sports      |                 |
| Cộng hòa Dominica                                                                         | Rush Sports     |                 |                 |
| Trung Quốc                                                                                | PPTV            | PPTV            |                 |
| Síp                                                                                       | PrimeTel        | Cablenet        |                 |
| Séc                                                                                       | Sport TV        | Sport TV        | [ 24 ]          |
| Hungary                                                                                   | Sport TV        | Sport TV        | [ 24 ]          |
| Slovakia                                                                                  | Sport TV        | Sport TV        | [ 24 ]          |
| Pháp                                                                                      | L'Équipe        | L'Équipe        |                 |
| Gruzia                                                                                    | Adjarasport     | Adjarasport     |                 |
| Hy Lạp                                                                                    | Cosmote Sport   | Action 24       |                 |
| Ấn Độ                                                                                     | FanCode         | FanCode         |                 |
| Indonesia                                                                                 | RCTI            | RCTI            | [ 25 ]          |
| Indonesia                                                                                 | iNews           |                 | [ 25 ]          |
| Indonesia                                                                                 | Sportstars      |                 | [ 25 ]          |
| Ireland                                                                                   | TNT Sports      | TNT Sports      |                 |
| Anh Quốc                                                                                  | TNT Sports      | TNT Sports      |                 |
| Israel                                                                                    | Charlton        | Charlton        |                 |
| Ý                                                                                         | Telelombardia   | Telelombardia   | [ 26 ]          |
| Nhật Bản                                                                                  | Wowow           | Wowow           |                 |
| Myanmar                                                                                   |                 | Canal+          | [ 27 ]          |
| Hà Lan                                                                                    | Ziggo Sport     | Ziggo Sport     |                 |
| Na Uy                                                                                     | VG+             | VG+             |                 |
| Ba Lan                                                                                    | TVP             | Eleven Sports   |                 |
| Bồ Đào Nha                                                                                | Sport TV        | DAZN            |                 |
| România                                                                                   | Digi Sport      | Digi Sport      | [ 28 ]          |
| Nga                                                                                       | Match TV        | Match TV        |                 |
| Ả Rập Xê Út                                                                               | SSC             | SSC             | [ 29 ]          |
| Hàn Quốc                                                                                  | Coupang         | Coupang         |                 |
| Thụy Điển                                                                                 | Sportbladet     | Sportbladet     |                 |
| Thổ Nhĩ Kỳ                                                                                | Tivibu          | Tivibu          |                 |
| Ukraina                                                                                   | MEGOGO          | MEGOGO          |                 |
| Việt Nam                                                                                  | FPT Play        | FPT Play        |                 |